# Batalha de Knin
A Batalha de Knin (em servo-croata:  Kninska operacija) foi uma grande operação Partisan iugoslava durante a Segunda Guerra Mundial na Iugoslávia, lançada pelo 8º Corpo Dálmata de 7 de novembro a 9 de dezembro de 1944 com o objetivo de destruir as formações alemãs, Ustaše e Chetnik no norte da Dalmácia e na cidade de Knin, então parte do Estado Independente da Croácia. Foi a parte final da ofensiva do 8º Corpo para a libertação da Dalmácia, iniciada em 12 de setembro de 1944. A operação Knin teve três fases: batalhas iniciais nas abordagens de Knin de 7 a 25 de novembro, batalha principal e libertação de Knin de 26 de novembro a 4 de dezembro, e batalhas finais e perseguição das forças do Eixo em retirada para Otrić em Lika de 5 de dezembro a 9 de dezembro.  

## Contexto
Após a libertação de Šibenik e Drniš, as forças da 26ª Divisão perseguiram os alemães em direção a Knin, mas encontraram forte resistência ao sul da cidade. Logo o Comando do 8º Corpo passou a agrupar suas forças para o ataque a Knin. Como o Eixo perdeu a maior parte da Dalmácia nos meses anteriores, o Comando esperava que as forças alemãs deixassem Knin logo após o ataque. Contudo, acontecimentos subsequentes mostraram que as suas estimativas não eram realistas. O quartel-general do XV Corpo de Montanha recebeu ordem de deter Knin a todo custo para impedir o avanço do 8.º Corpo em direção a Lika e à Bósnia. Os alemães também queriam assegurar o flanco direito das suas unidades que lutavam na Frente Síria e proteger as colunas em retirada da Grécia e da Albânia através de Sarajevo e Banja Luka. 
As motivações para capturar a cidade de Knin foram quatro vezes maiores para os guerrilheiros. Ao capturar Knin, os Partidários garantiriam que: 
- A região da Dalmácia seria libertada.
- As forças partidárias na Dalmácia poderiam unir-se às forças na Ístria e na Eslovénia.
- Qualquer retirada das forças do Eixo para Bihać seria evitada.
- Os remanescentes finais das forças Ustaše e Chetnik no norte da Dalmácia seriam destruídos.

## Ordem de batalha

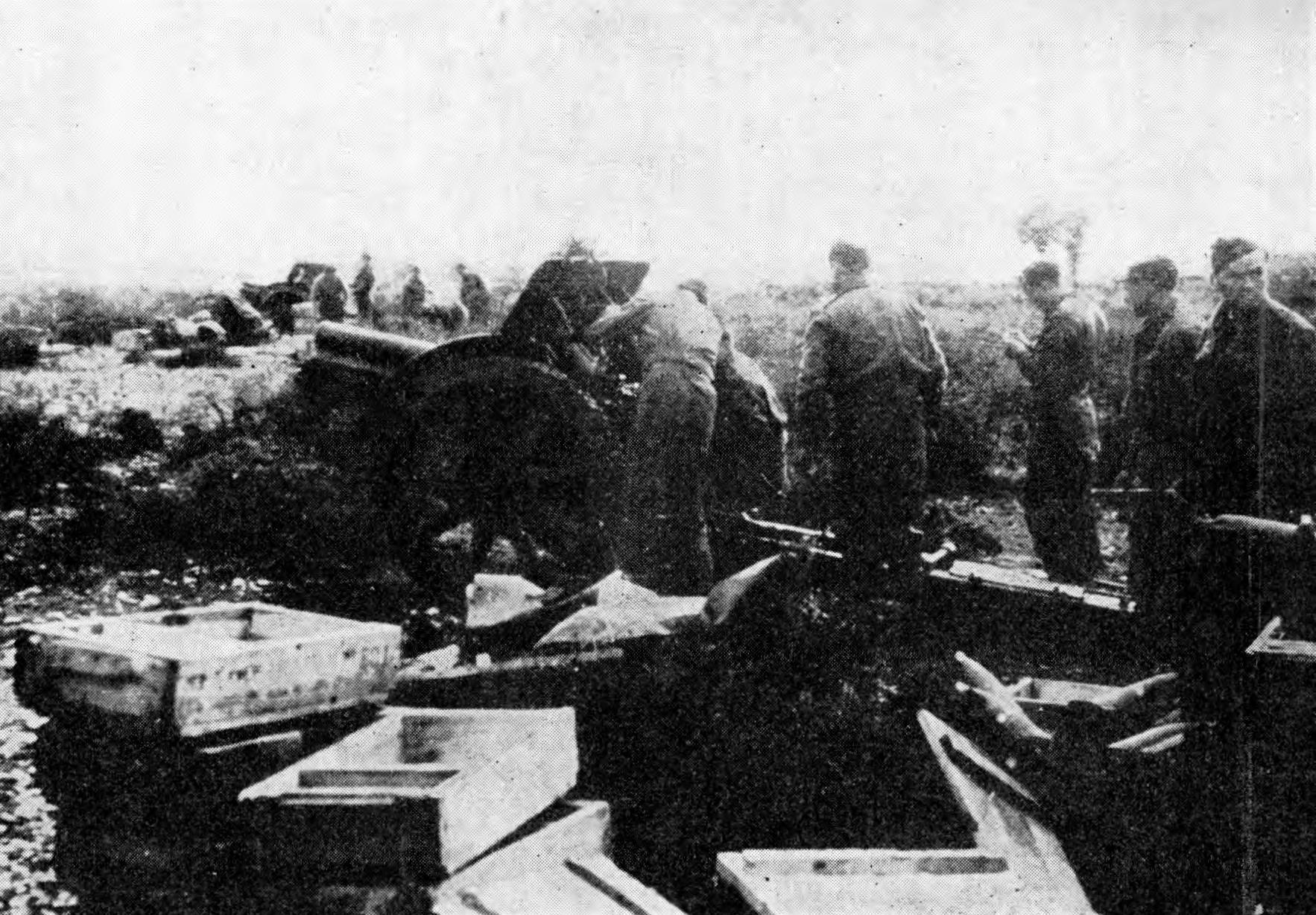
Artilharia partidária perto de Knin em dezembro de 1944

### Aliados
8º Corpo Dálmata com 13 brigadas e 5 destacamentos totalizando cerca de 35.000 soldados.
- 9ª Divisão
- 19ª Divisão
- 20ª Divisão
- 26ª Divisão
- Brigada de Artilharia do 8º Corpo
- Grupo Norte da 1ª Brigada de Tanques
- 1ª e 2ª Escadrilha da Força Aérea (apoio aéreo e proteção a partir de sua base no sul da Itália e Vis)
- Força Aérea dos Balcãs
- Marinha Iugoslava transferindo armas e munições da Itália para a Dalmácia.

### Eixo
XV Corpo de Montanha com cerca de 14.000 homens.
- 264ª Divisão de Infantaria
- 392ª Divisão de Infantaria
- 373ª Divisão de Infantaria
- 944º Regimento de Artilharia Costeira
- 29º Regimento Pioneiro da Fortaleza
- 581º Batalhão de Infantaria Naval
- 583º Batalhão de Infantaria Naval

 Divisão Dinara, cerca de 4.500 Chetniks de Momčilo Đujić.
 6ª e 7ª Brigadas Ustasha e 2º Batalhão da 3ª Brigada de Defesa Interna Croata, no total cerca de 1.500 homens que foram enviados em 14 de novembro de 1944 para Bihać.

## Início
Os primeiros ataques começaram em 7 de novembro e foram direcionados para Strmica ao norte de Knin e para a estrada para Bosansko Grahovo. A 9ª Brigada de Assalto da 20ª Divisão Dálmata capturou Veljun e Golubić perto de Knin e colocou a cidade em perigo no Nordeste, mas os contra-ataques alemães e chetniks, bem como o frio intenso e a neve, impediram seu avanço e minimizaram novas mudanças na frente. Ao sul de Knin, a 26ª Divisão começou a atacar as defesas alemãs ao meio-dia de 7 de novembro, mas encontrou forte resistência alemã. Eles conseguiram tomar a montanha de Promina e empurrar os alemães para o norte em direção a Kaldrma, mas seu plano de cercá-los no polje de Kosovo foi rapidamente frustrado por reforços alemães enviados de Knin. A 9ª Divisão estava localizada na Herzegovina impedindo a chegada de reforços a Knin e garantindo a retaguarda das 20ª e 26ª Divisões. Enquanto isso, a 19ª Divisão lutou contra os ataques da 373ª Divisão da Wehrmacht ao longo da estrada Knin-Zrmanja, perto do rio Krka. 
Assim que os ataques alemães foram repelidos, houve um pequeno impasse na frente. O plano do Comando do 8º Corpo de tomar Knin rapidamente não foi alcançado. Os ataques iniciais das 20ª e 26ª Divisões não deram resultados significativos, e a ideia de que a 20ª Divisão poderia tomar Knin sozinha não era realista. Ambos os lados aproveitaram o impasse de duas semanas após o fracasso da 20ª Divisão da Dalmácia em derrotar Knin. O XV Corpo de Montanha Alemão tentou organizar uma melhor defesa de Knin, construindo fortificações e fazendo algumas pequenas alterações no horário de funcionamento. O 583º Batalhão de Infantaria Naval foi retirado, enquanto os restos desmoralizados das 6ª e 7ª Brigadas Ustasha e da 3ª Brigada de Defesa Interna Croata foram enviados para Bihać em 12 de novembro, deixando cerca de 10.000 soldados alemães e 4.500 Chetniks na área de Knin.  

## Batalha por Knin
O ataque a Knin começou em 25 de novembro com um ataque em duas frentes à cidade de Knin. Do oeste, a 20ª Divisão Dálmata foi capaz de tomar com facilidade várias localidades com vista para Knin. No entanto, do sul, a 26ª Divisão Dálmata encontrou forte resistência da 264ª Divisão de Infantaria (Wehrmacht). Os preparativos finais para evacuar Knin não foram acordados e, portanto, a 264ª Divisão de Infantaria (Wehrmacht) foi ordenada a lutar até o fim e fazer uma última resistência para garantir que as tropas em Knin pudessem evacuar. 
A 19ª Divisão Dálmata invadiu a vila de Oćestovo e com ganhos adicionais, cercou a cidade de Knin com a 20ª Divisão Dálmata. As tropas do eixo dentro de Knin tentaram escapar do cerco à aldeia de Pađene, a fim de abrir um corredor de fuga para a aldeia de Otrić. As forças do Eixo conseguiram abrir um corredor, embora com apenas um quilómetro de largura. 

## Fase final
Aproximadamente às 3h da noite de 2/3 de dezembro, a 26ª Divisão Dálmata alcançou a entrada de Knin na ponte sobre o rio Krk pelo sul. A 26ª Divisão Dálmata não conseguiu cruzar para a cidade de Knin devido à forte resistência na ponte. No entanto, a 20ª Divisão Dálmata rompeu as linhas defensivas a noroeste de Knin em Kninsko Polje, permitindo-lhes entrar na cidade de Knin às 4h00 e se unir à 26ª Divisão Dálmata na ponte sul. Às 11h, todas as tropas restantes do Eixo na cidade de Knin se renderam aos guerrilheiros. 

## Consequências
A 264ª Divisão Alemã foi completamente destruída e removida da lista de divisões ativas do Oberkommando der Wehrmacht, enquanto as 373ª e 392ª Divisões Legionárias foram severamente danificadas. O XV Mountain Corps teve 6.555 mortos ou feridos e 4.285 soldados capturados. Os Chetniks de Momčilo Đujić recuaram com ajuda alemã para a área de Karlovac juntamente com formações Chetnik da Bósnia e Lika. O 8º Corpo teve 677 mortos, 2.439 feridos e 126 soldados desaparecidos.  A próxima grande ofensiva do 8.º Corpo foi a batalha de Mostar.